# 아오바구 (요코하마시)
아오바구(일본어: 青葉区)는 일본 가나가와현 요코하마시를 구성하는 18개 구 중 하나이다. 이 지역은 1994년까지 미도리구의 북부를 이루고 있었다.

## 지리
요코하마시의 북쪽에 위치한다. 남쪽으로 미도리구, 쓰즈키구와 접하고 북쪽으로 가와사키시 아사오구, 미야마에구와 접한다.

## 역사
- 1889년 4월 1일 - 시정촌제가 시행되면서 쓰즈키군에 다나촌, 나카자토촌, 야마구치촌이 탄생하였다.
- 1939년 4월 1일 - 3개의 촌이 요코하마시 고호쿠구에 편입되었다.
- 1969년 10월 1일 - 고호쿠구로부터 분구해 미도리구의 일부가 되었다.
- 1994년 11월 6일 - 고호쿠구와 미도리구를 재편해 아오바구, 쓰즈키구를 신설하였다.

## 경제
주요 상업 중심지는 아오바다이(青葉台) 주변과 다마 플라자역이다.

## 교통

### 철도
- 도큐 덴엔토시선
- 도큐 고도모노쿠니선
- 요코하마 시영 지하철 블루 라인

### 도로
- 국도 246호선